# 조랑
조랑(祖郞, ? ~ ?)은 중국 후한 말 양주 단양군 일대의 토호 혹은 산월로 능양현(陵陽縣) 사람이다. 후한 체제에 반발하다 손책에게 토벌당하고 항복하였다.

## 생애
193년(초평 4년) 손책은 여범, 손하를 데리고 외숙이자 단양태수인 오경을 의지하고 있었다. 오경이 이들을 이끌고 조랑을 공격하였다. 경현(涇縣)에서 손책을 에워싸고 궁지에 몰았으나 정보와 기병 1명이 손책을 보호하며 돌파에 성공하는 바람에 손책을 놓쳤다. 결국 조랑은 패주하였다. 197년(건안 2년) 참칭한 원술을 토벌하라는 조서가 서주목 여포, 회계태수 손책, 오군태수 진우(陳瑀)에게 내려왔다. 광릉군 해서(海西)에 주둔하고 있던 진우는 되레 손책이 출진한 사이 그 군현을 취할 마음을 품고 몰래 도위(都尉) 만연(萬演) 등으로 하여금 단양군 일대에 수(綬) 30여 개를 뿌렸다. 조랑도 이를 받았는데 손책이 먼저 알고 진우와 엄백호를 정벌하였다.
198년 원술도 조랑 등에게 인수를 주고 산월을 선동하여 손책에게 반기를 들게 했다. 손책이 선성(宣城) 등 단양 7개 현을 정복하고 조랑을 생포하였다. 손책이 말하길, “너는 예전에 날 습격하여 말안장까지 찍기도 했었지. 내가 지금은 군대를 모아 공업을 이루고자 한다. 오래 묵은 원한은 제쳐두고 오직 능력에 따라 사람을 쓰려 하니 두려워하지 말찌어다.” 이에 복종하여 문하적조(門下賊曹)가 되었다. 역시 단양 일대에서 손책에게 저항하다 항복한 태사자와 함께 길을 안내하였다. 이후의 행적은 알 수 없다.

## 삼국지연의
사서가 아닌 소설 《삼국지연의》에서는 손책이 아직 원술 휘하에 있을 때 손책에게 깨졌다고만 짤막하게 언급된다.

## 참고 문헌
- 《강표전》 ; 배송지 주석, 《삼국지》51권 오서 제6 손보에서 인용